# Yihui Ding
Yihui Ding (chinesisch 丁一匯 / 丁一汇, Pinyin Dīng Yīhuì, * 18. Juli 1938 in Bozhou, Provinz Anhui) ist ein chinesischer Meteorologe und Klimawissenschaftler.
Er ist Professor und Sonderberater für den Klimawandel beim Chinesischen Amt für Meteorologie.

## Leben
Nach dem Abitur am Jiangwan-Gymnasium (江湾中学) von Shanghai (heute Stadtbezirk Hongkou) begann er 1957 ein Studium an der Fakultät für Geophysik der Universität Peking, das er 1963 mit dem Diplom abschloss. Noch im selben Jahr wechselte er an das Institut für Geophysik der Chinesischen Akademie der Wissenschaften und begann ein Promotionsstudium unter Zhao Jiuzhang. Als 1964 auf Anregung von Zhao Jiuzhang das Graduiertenkolleg der Chinesischen Akademie der Wissenschaften (中国科学院研究生院) eingerichtet wurde, die heutige Universität der Chinesischen Akademie der Wissenschaften, wechselte er dorthin und promovierte 1967, bereits in der Kulturrevolution. Anschließend wurde er zunächst dem  Institut für Atmosphärenphysik der Chinesischen Akademie der Wissenschaften (中国科学院大气物理研究所) zugeteilt. Von 1986 bis 1994 war er stellvertretender Leiter der Chinesischen Akademie für Meteorologie. Von 1995 bis 2000 war er Leiter des Nationalen Klimazentrums.

## Wirken
Dings Arbeit befasst sich mit der Atmosphärenphysik, dem Klimawandel und Unwettern. Seine Beiträge haben zum Verständnis asiatischer Monsune, Starkregen in Ostasien, der Entstehung von Taifunen über dem Westpazifik und dem Klimawandels in China beigetragen. Ding war am Ersten, Zweiten, Dritten, Vierten und Fünften Sachstandsbericht des Zwischenstaatlichen Ausschusses für Klimaänderungen (IPCC) beteiligt, beim dritten war er neben John Houghton Leiter der Arbeitsgruppe I, die sich mit den naturwissenschaftlichen Grundlagen des Klimawandels befasst.

## Veröffentlichungen (Auswahl)
- Yihui Ding, Johnny C. L. Chan (2005): The East Asian summer monsoon: an overview. In: Meteorology and Atmospheric Physics, 89(1–4), 117–142. doi:10.1007/s00703-005-0125-z
- Yihui Ding, Zunya Wang, Ying Sun (2008): Inter‐decadal variation of the summer precipitation in East China and its association with decreasing Asian summer monsoon. Part I: Observed evidences. In: International Journal of Climatology, 28(9), 1139–1161. doi:10.1002/joc.1615
- Shilong Piao, Philippe Ciais, Yao Huang, Zehao Shen, Shushi Peng, Junsheng Li, Liping Zhou, Hongyan Liu, Yuecun Ma, Yihui Ding, Pierre Friedlingstein, Chunzhen Liu, Kun Tan, Yongqiang Yu, Tianyi Zhang, Jingyun Fang (2010). The impacts of climate change on water resources and agriculture in China. In: Nature, 467(7311), 43. doi:10.1038/nature09364